# Bahía Almirante Brown
La bahía Almirante Brown, también llamada bahía Brown es una bahía en la ribera septentrional del canal Beagle, en la margen sur del sector argentino de la isla Grande de Tierra del Fuego, perteneciente al Departamento Ushuaia de la Provincia de Tierra del Fuego, Antártida e Islas del Atlántico Sur. Sobre su ribera noroccidental se encuentra la pequeña localidad de pescadores llamada Puerto Almanza.
Sus aguas han sido confirmadas como parte soberana de la República Argentina luego de una larga disputa limítrofe con la República de Chile concerniente a la traza del canal Beagle, afectando la soberanía de las aguas e islas de su interior y los espacios marítimos adyacentes.

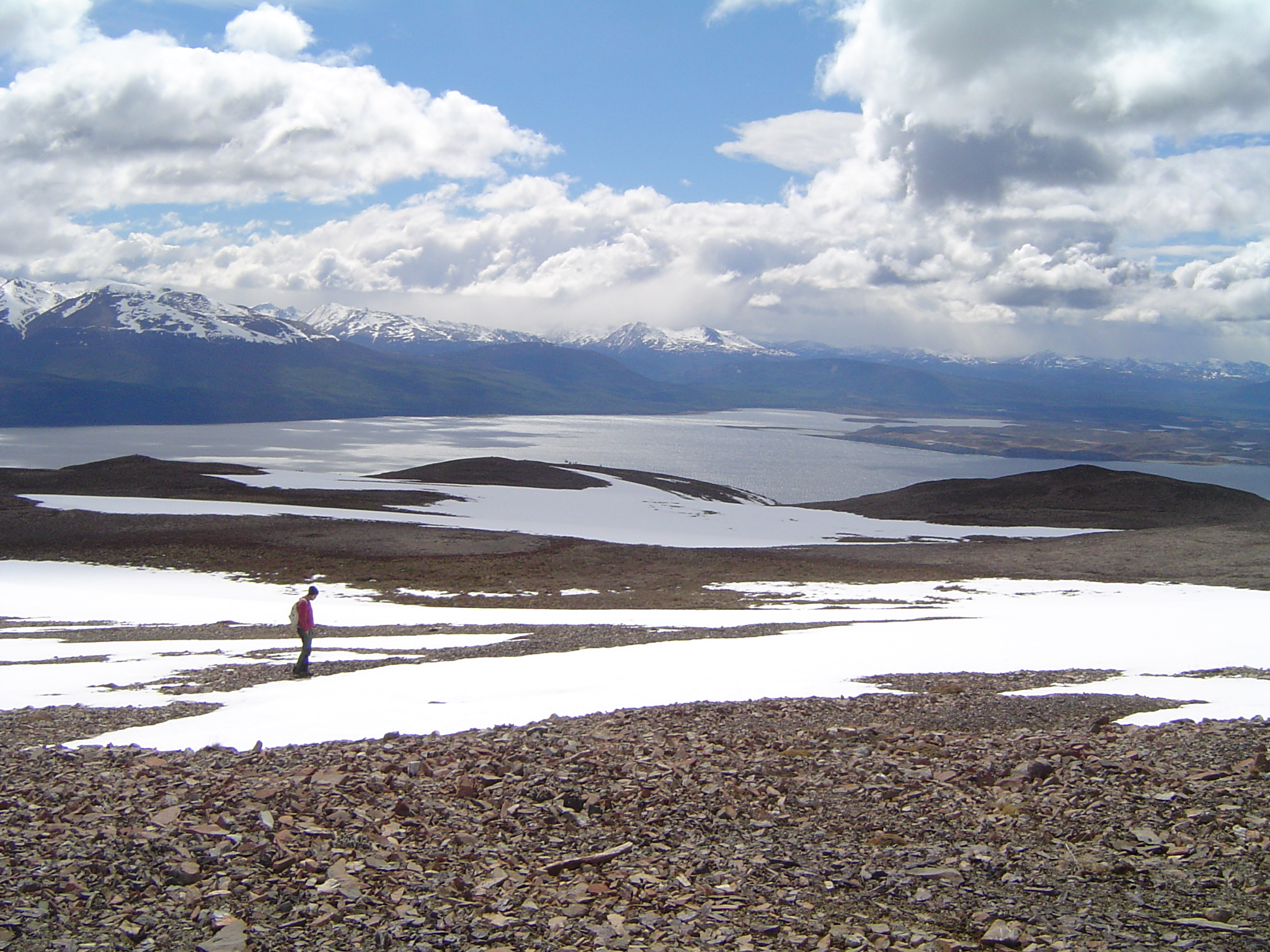
La bahía A. Brown, vista desde el cerro Bandera, en la isla Navarino, Chile.

## Geografía

### Características geográficas
Esta bahía está situada sobre la margen norte del sector medio del paso interoceánico denominado canal Beagle, en la región sudoriental del océano Pacífico Sur. A la bahía la enmarcan cordones montañosos de la porción fueguina de la cordillera de los Andes. La parte más septentrional de la bahía A. Brown se encuentra localizada en las coordenadas: 54°51′14.72″S 67°30′10.52″O / -54.8540889, -67.5029222.
Esta bahía presenta una entrada mayor, amplia y en forma de embudo, de 5 km de boca (desde el cabo de la baliza Dirección, en la isla Grande hasta la punta Gable en la isla homónima), la que conduce a una más cerrada de 1650 metros (entre la punta Almanza y el morro Gibraltar, en el extremo norte de la costa acantilada rectilínea denominada frontón Gable). Su parte más ancha es de 2600 metros. Su longitud es de alrededor de 8600 metros. 
Su superficie total es de 737 ha; el volumen total asciende a 81,1 hm³, mientras que la profundidad media es de 11 metros, si bien en la zona más abierta supera los 20 m.
Al ser la isla Gable un cuerpo insular, esta bahía no está internamente cerrada por completo, pues mediante un brazo marítimo que contornea el borde norte de esa isla, su saco se comunica con las aguas del Beagle situadas al oriente de la isla Gable, en donde se sitúan las islas Petrel, Chata, y más allá la isla Martillo. 
Internamente la bahía A. Brown posee numerosas islas, las que delimitan distintos sacos, de igual modo que lo hacen varias penínsulas de las islas Grande y Gable. Entre las islas mayores destacan Upu, y Waru. 
Al fondo de la bahía, justo detrás de la isla de Upu, hay una baliza en las coordenadas 54°51' de latitud Sur y 67°30' de longitud Oeste, en el paraje «Puerto Almirante Brown». Allí desemboca el río Lasifashaj. 
La bahía A. Brown es el más occidental de una serie de fiordos engolfados que se desarrollan hacia el este hasta la bahía Cambaceres, y que se dibujan mediante suaves lomadas formadas por sedimentos morrénicos, los que forman penínsulas e islas; de estas últimas la mayor es la isla Gable.
Características oceanográficas
En el otoño e invierno las mareas de sicigia se presentan durante la noche, mientras que en la primavera y en el verano las mismas ocurren durante el día. Las mayores mareas se producen en junio y diciembre, llegando a 116 cm.
Su ribera intermareal posee 6º de pendiente, y su piso está compuesto por rodados del tipo guijones con diámetros de alrededor de 25 cm; ellos se apoyan sobre otros guijones y guijarros. El agua del bajo piso en el intermareal posee temperaturas de entre 5,2 y 9,5 °C.
Al ser la bahía A. Brown semicerrada, presenta una circulación de corrientes oceanográficas de características particulares. Dentro de la misma sus aguas permanecen durante el descenso de la marea mientras que se renuevan durante su ascenso, por lo que la renovación de las aguas de esta bahía se realiza desde el oeste hacia el este, ingresando desde la zona de punta Paraná, orientándose a través del paso Piedra Buena primero para luego pasar por el paso Remolcador Guaraní, saliendo de esta manera hacia la zona de las islas Cigüeña y Martillo.

### Origen geológico

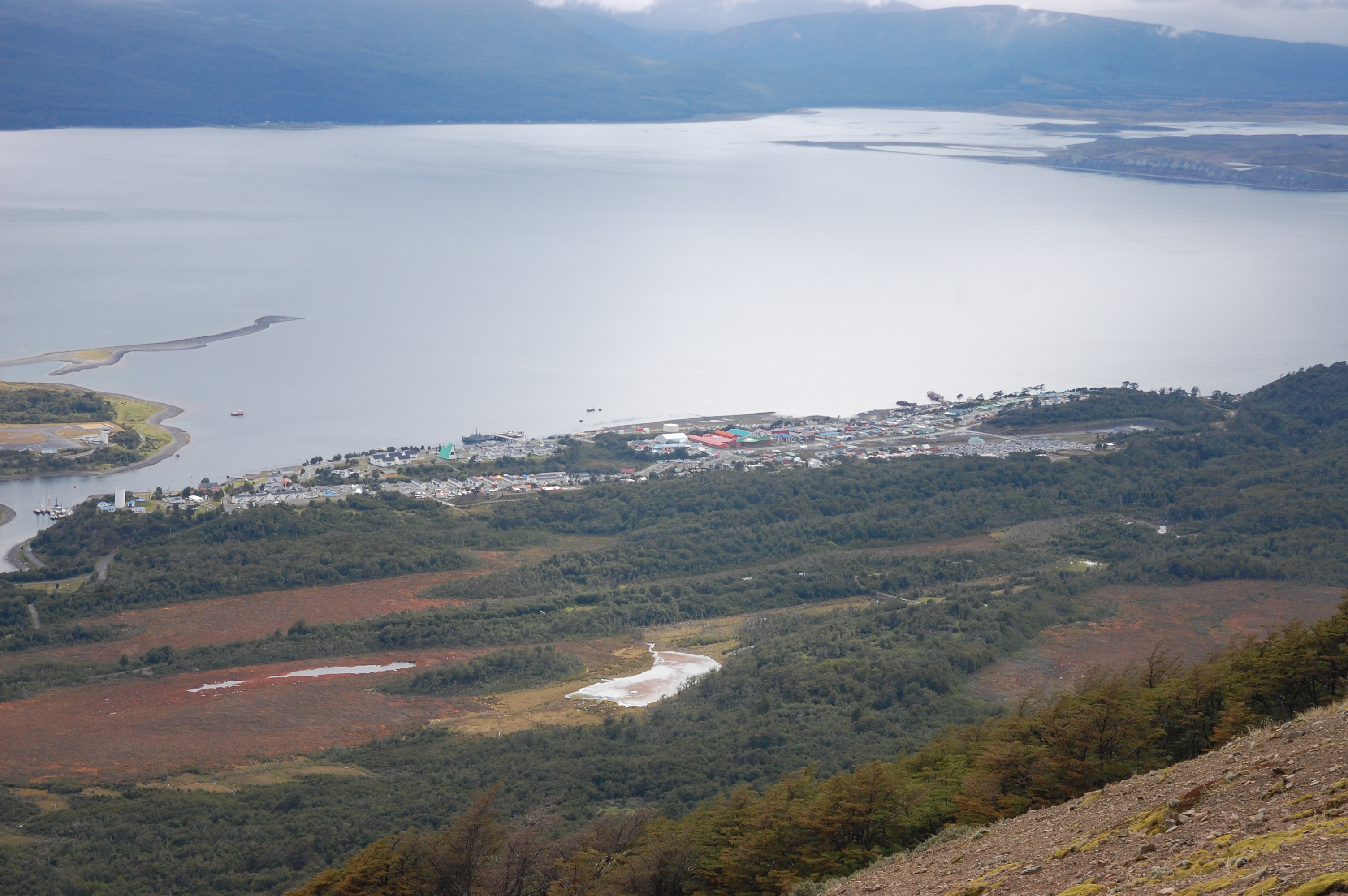
Imagen de la bahía Brown desde la isla Navarino.

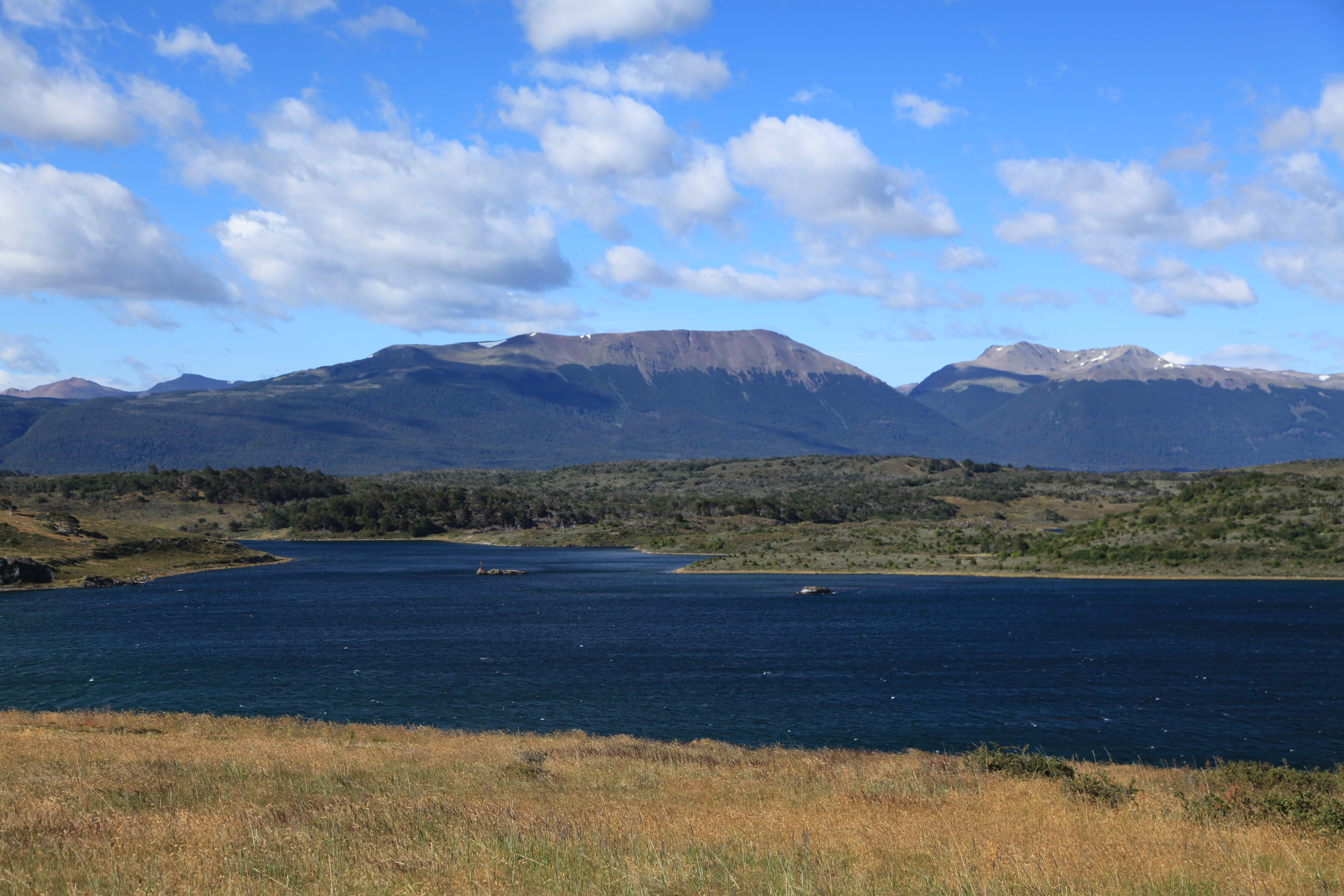
Imagen del sector más profundo de la bahía Brown.

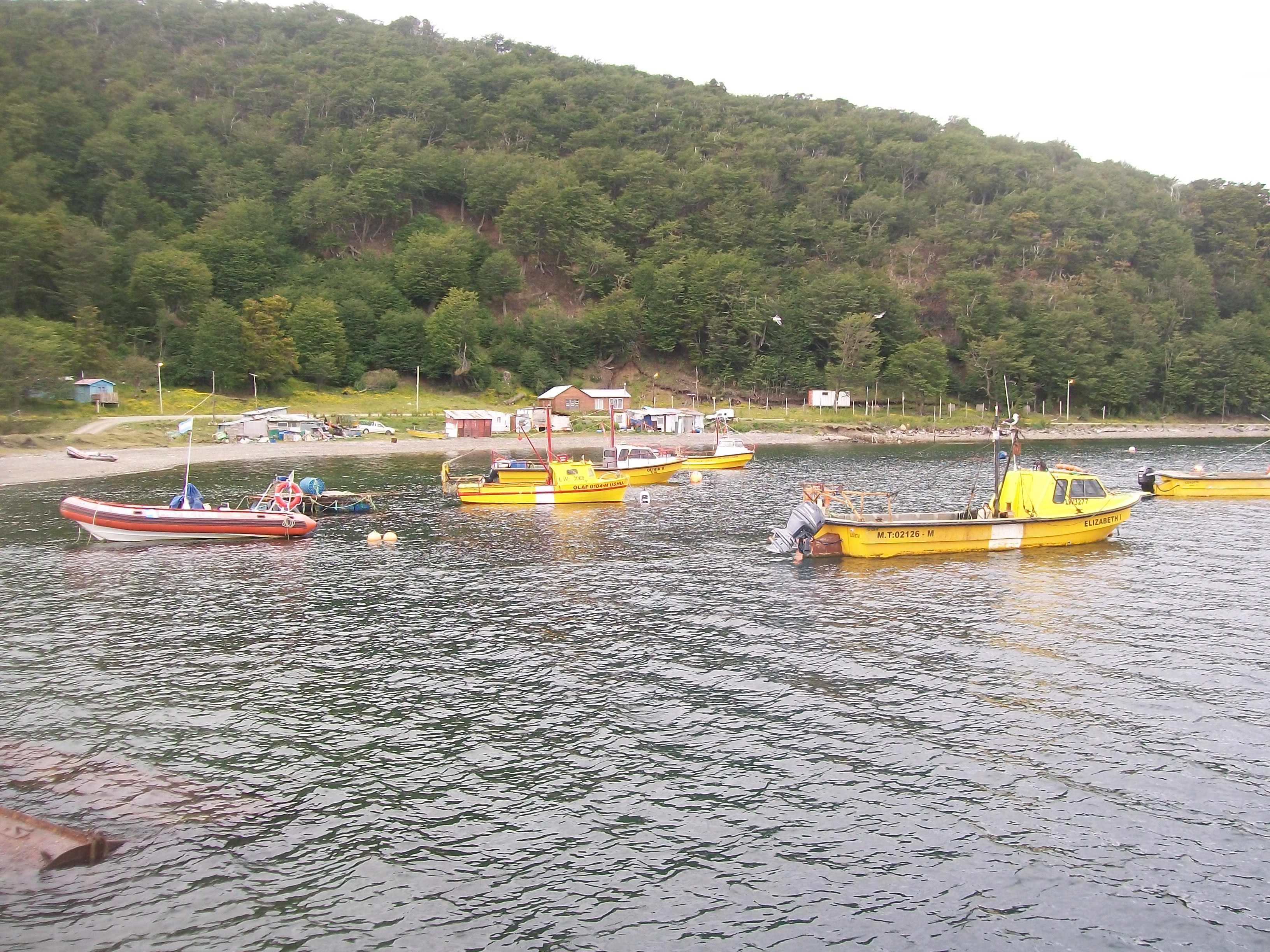
La localidad de Puerto Almanza, vista desde las aguas de la bahía A. Brown.

La bahía Almirante Brown muestra los rasgos de la acción de los glaciares. Un enorme glaciar, que en las últimas fases de las glaciaciones cuaternarias descendía desde la cordillera Darwin, avanzaba por donde hoy se encuentra el canal Beagle formando un valle longitudinal, al cual se le fue puliendo su fondo con la acción abrasiva de los hielos. Posteriormente, ante el retroceso postglacial, los espacios que habían estado ocupados por el hielo fueron invadidos por el mar. Son diversos los rasgos que atestiguan estos procesos geológicos; entre ellos destaca el perfil transversal de forma de "U" que posee su valle, con la berma visible, así como la presencia de morrenas. En las costas de esta bahía es posible observar playas pedregosas y sectores con restingas.  
Entre el 8000 y 3860 años AP, esta bahía se extendía algo más dentro de la isla Grande, al estar el nivel de las aguas del Beagle a mayor altura. Posteriormente, una disminución de algunos metros en el nivel marino le otorgó sus límites actuales.

### Clima

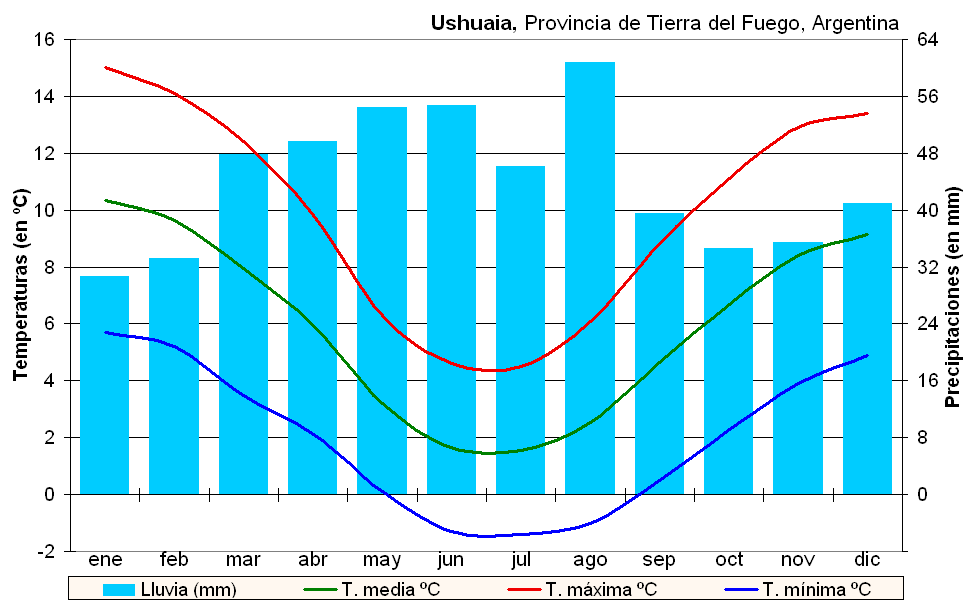
Climograma de Ushuaia, aplicable a la bahía Almirante Brown.

El clima de la bahía Almirante Brown pertenece al clima oceánico subpolar, o al patagónico húmedo. Posee una temperatura media anual de 5,7 °C y una escasa oscilación térmica anual, que va de -0,3 en julio a 9,4 °C en enero; son extrañas las temperaturas de más de 15 °C en verano o menores a -8 °C en invierno. Los récords de temperaturas absolutas son 29,4 °C (ocurrió en diciembre) y -25,1 °C (ocurrió en julio). Tal es lo persistente del frío que en pleno verano austral se han registrado eventuales nevadas, o temperaturas de solo -6 °C. Las precipitaciones, que en invierno suelen ser en forma de nieve, están repartidas equitativamente a lo largo del año sumando un total de 524 mm pero, si bien parecerían exiguas, a causa de la constante temperatura baja se tornan suficientes para otorgarle a esta bahía un clima húmedo; también ayuda para ello el alto promedio de días con alguna precipitación —200 días al año—, siendo también alto el número de días nublados o brumosos.

### Riqueza biológica
Ecorregionalmente sus costas pertenecen a la ecorregión terrestre bosque subpolar magallánico, mientras que las aguas de esta bahía se incluyen en la ecorregión marina canales y fiordos del sur de Chile.

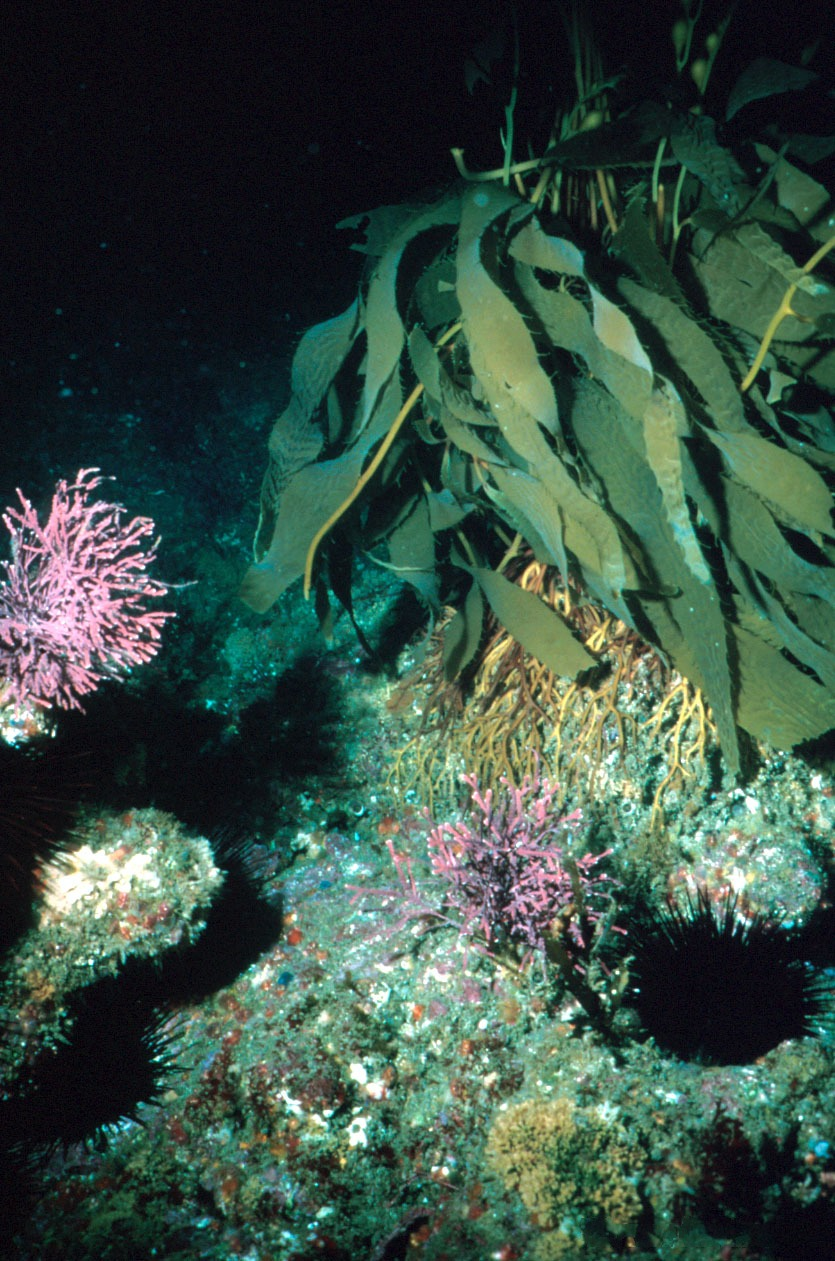
Cachiyuyos gigantes.

#### Fauna

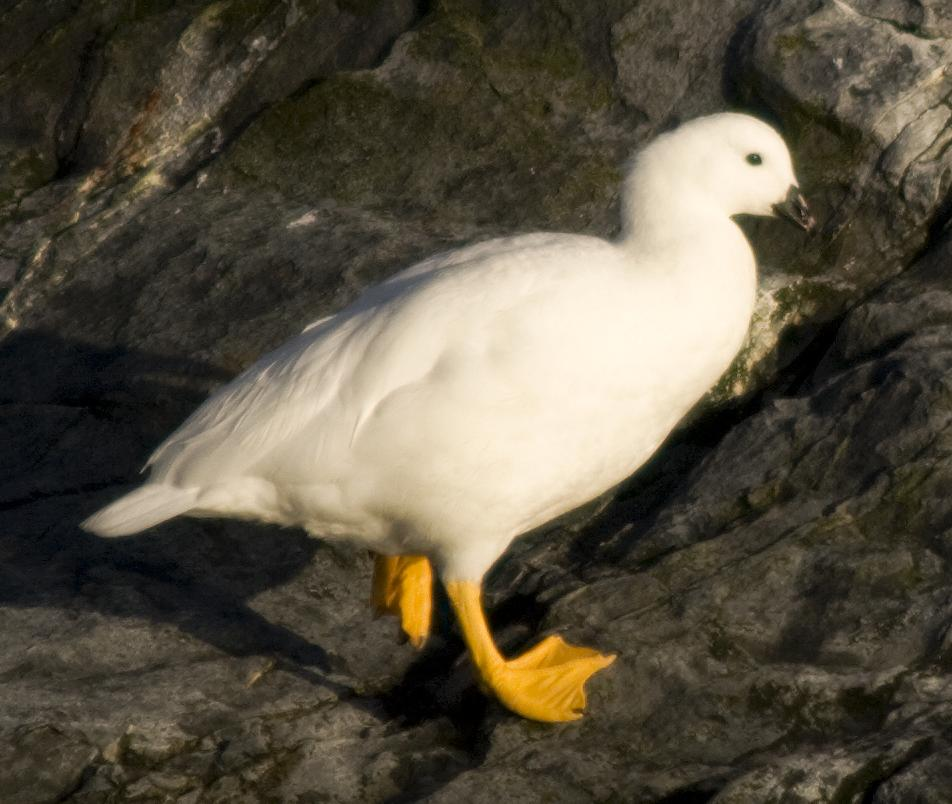
caranca o cauquén de mar.

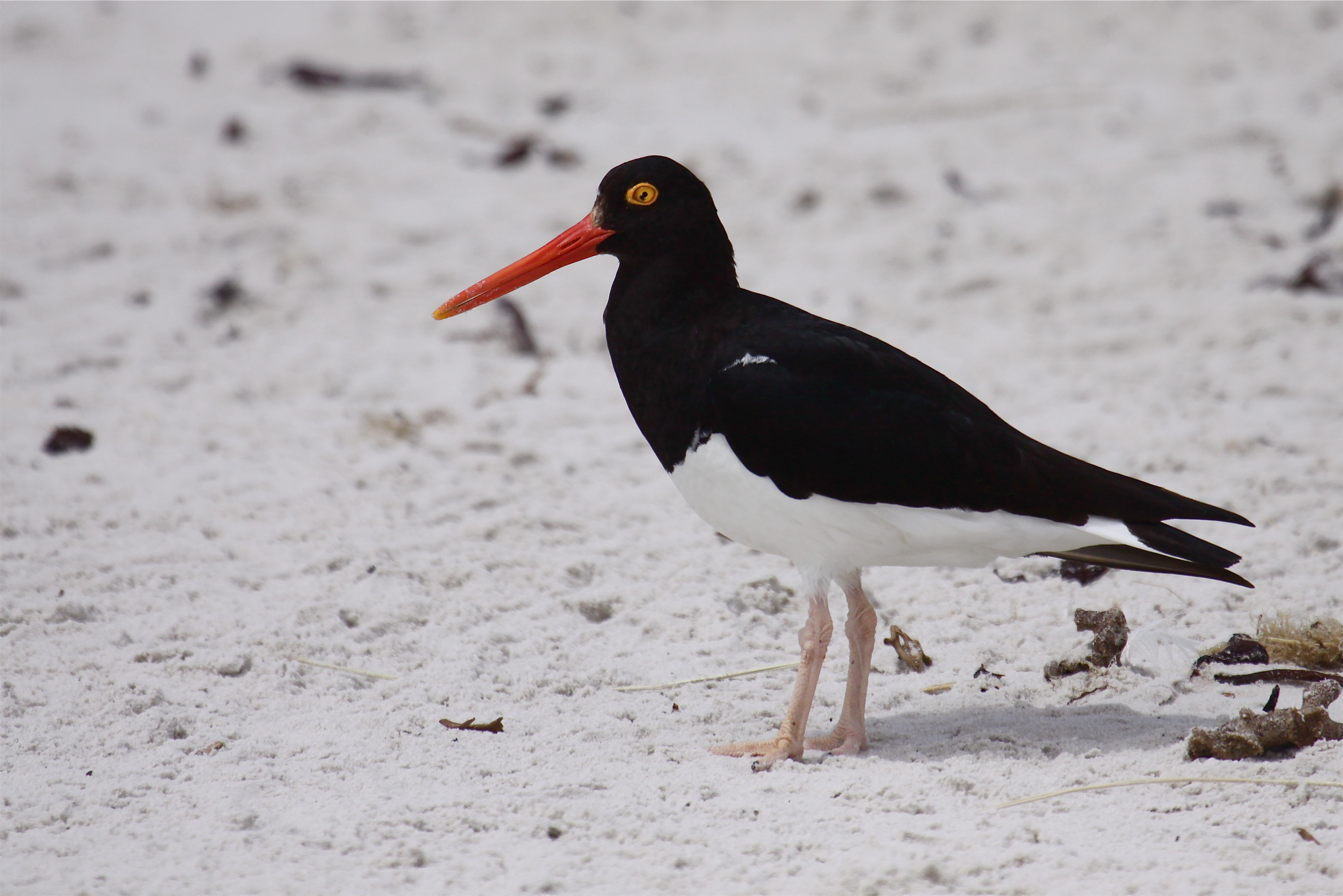
ostrero austral.

Sus aguas y costas cuentan con especies típicas del sudeste del océano Pacífico, siendo comunes en el sur de Chile, por ejemplo el pato vapor austral.
Las aguas de esta bahía son ricas en peces y diversos invertebrados, de los cuales se destaca especialmente la centolla patagónica de carne conocida por su delicado sabor, constituyéndose en el plato culinario típico de la comarca. Suelen frecuentar sus aguas cetáceos, además de lobos marinos de un pelo y de dos pelos sudamericano, si bien presentan sus apostaderos en archipiélagos ubicados más hacia el occidente, al igual que variadas aves marinas como las gaviotas australes, y de cormoranes imperiales.

#### Flora
Fitogeográficamente las costas de la bahía Almirante Brown se encontraban cubiertas de altos bosques pertenecientes al distrito fitogeográfico subantártico magallánico de la provincia fitogeográfica subantártica, los que en su sector noroeste aún se encuentran presentes.  
En sectores de las aguas de bahía Almirante Brown se presentan bosques sumergidos de cachiyuyos gigantes, algas pardas de enormes proporciones, la cual sostiene una rica biodiversidad marina. 

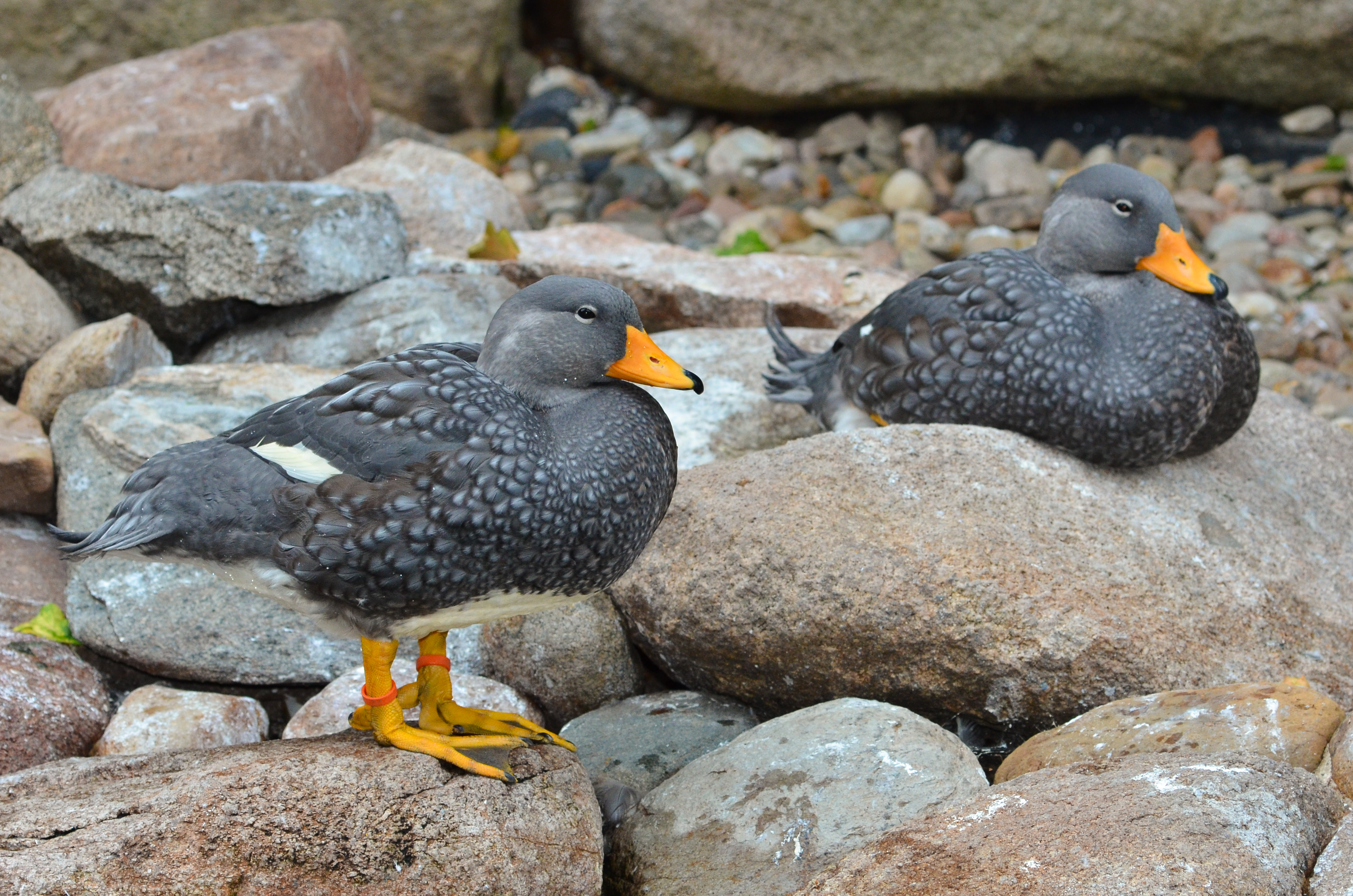
Pareja de pato vapor austral.

## Historia

### Primitivos habitantes
Cazadores, mariscadores, y recolectores, de la parcialidad wakimáala o central, de la etnia amerindia canoera de los yámanas o yaganes fue la que primitivamente habitó las aguas y riberas de esta bahía, explotando sus recursos biológicos. Se alimentaban de aves y mamíferos marinos, así como de mejillones  (Mulinia edulis, Mytilus chilensis, Aulacomya atra, Yoldia), etc. Estos indígenas fueron sus únicos habitantes hasta la llegada de los colonos occidentales, en la segunda mitad del siglo XIX.

### Descubrimiento y colonización occidental
El primer occidental en navegar frente a las aguas de esta bahía fue el mismo descubridor del canal Beagle. Entre 1826 y 1830, el almirantazgo británico envió al barco HMS Beagle, al mando de Phillip Parker King con la misión de realizar estudios hidrográficos en las costas de la parte meridional de América del Sur. En abril de 1830, estando el HMS Beagle fondeado en la bahía Orange, su comandante Robert Fitz Roy envió al oficial de navegación teniente Matthew Murray en un bote ballenero a inspeccionar la parte norte de la bahía Nassau. Este oficial descubrió un estrecho paso (el que luego fue bautizado en su honor como canal Murray), que separa las islas Hoste y Navarino, y que desemboca en un canal recto, que se extendía de este a oeste hasta donde alcanzaba la vista. A ese canal se lo denominó «Beagle». También navegó sus aguas hacia el naciente hasta la longitud de la isla Gable (la cual hasta el año 1869 se creyó una península de la isla Grande), es decir, justo frente a esta bahía.
No continuó la derrota hacia el este, sino que desanduvo el recorrido que había efectuado hasta encontrarse nuevamente con el HMS Beagle el 14 de abril.

### Etimología toponímica

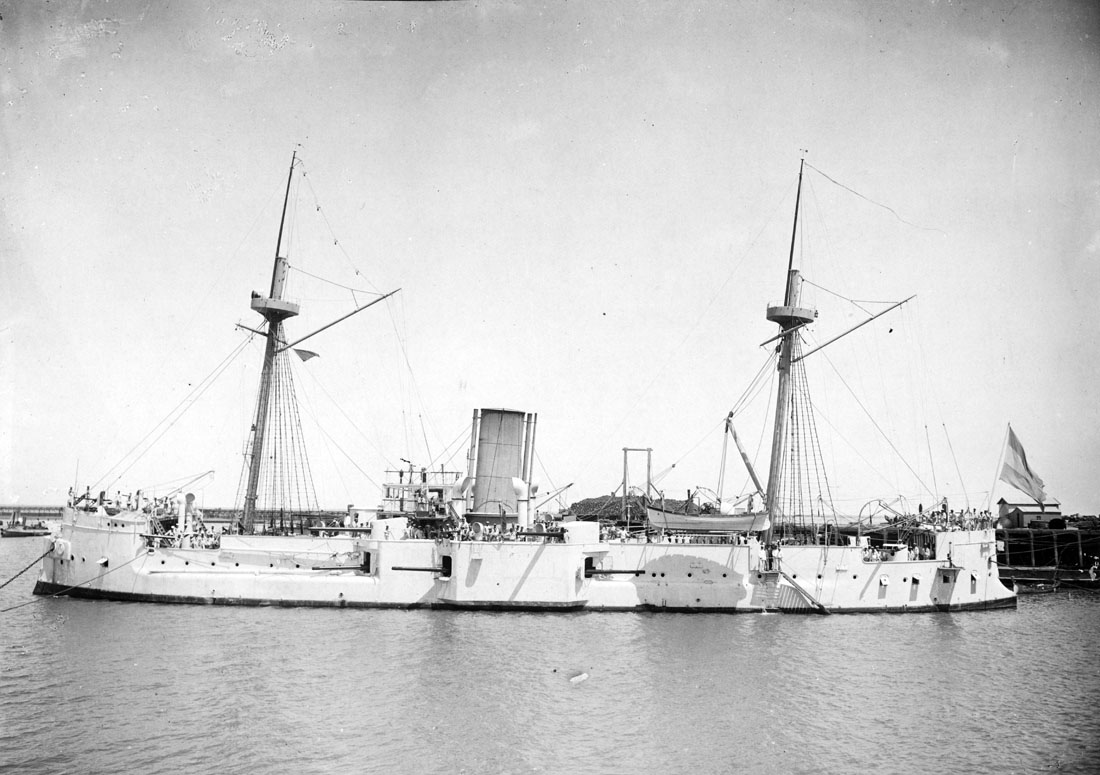
Sobre el crucero acorazado argentino “Almirante Brown” el entonces capitán de fragata Juan Pablo Sáenz Valiente realizó en el canal Beagle trabajos hidrográficos, honrando con el nombre de su buque a bahía.

Etimológicamente, el topónimo “Almirante Brown” es un epónimo que honra el apellido del primer almirante irlandés nacionalizado argentino de la fuerza naval de la Argentina Guillermo Brown, gracias a que su nombre era el que portaba el crucero acorazado argentino “Almirante Brown” bajo las órdenes del entonces capitán de fragata Juan Pablo Sáenz Valiente, quien llevaba como segundo al teniente de navío Félix Ponsatti. En el verano de 1899-1900, realizaron 5000 sondajes y otros trabajos hidrográficos en el canal Beagle, gracias a los cuales la Sección de Hidrografía del Ministerio de Marina de la República Argentina construyó una nueva carta -en tres hojas- del canal Beagle, la que fue publicada en octubre el año 1901. La misma Sección de Hidrografía publicó también un “Derrotero del Canal de Beagle”. El propio Sáenz Valiente fue quien bautizó a esta bahía con el nombre de su buque y del héroe epónimo. Hasta ese momento se la denominaba vulgarmente bahía de Calena. El barco Almirante Brown era un acorazado con una eslora de 73 metros, que cargaba 300 tripulantes más 30 oficiales.
Sin embargo, el nombre que le daban sus primitivos pobladores, la etnia yámana en su propia lengua era Acacaia, que significa: ‘bahía de la calma’.

### Disputa por su soberanía
La bahía Almirante Brown se vio envuelta en la disputa limítrofe entre la Argentina y Chile, conocida como Conflicto del Beagle.
En 1971 ambos países acordaron en un Compromiso de Arbitraje someter la soberanía de las aguas e islas de dicho canal a la sentencia de un Tribunal Arbitral que debía dar a conocer su decisión a la reina Isabel II de Inglaterra. Una interpretación en Chile del texto del tratado limítrofe de 1881, conocida como Tesis Fagalde, determinaba que el límite binacional terminaba en la costa austral de la isla Grande de Tierra del Fuego, y la totalidad de las aguas del canal, junto con todas sus islas, serían chilenas. Si este fuera el caso, la Argentina tendría una costa seca, es decir tendría costa, pero no acceso al mar. Entre quienes sostuvieron esa tesis destacan, quien la esbozaría en 1905, el periodista Arturo Fagalde, y el estudioso Jaime Eyzaguirre, quien así la describía:

Luego la línea no se introduce en el canal, no lo comprende, queda fuera de él, sólo lo toca en su borde superior. El canal resulta así entero de Chile. Si el Tratado hubiera dicho que la línea llegaba hasta el medio o centro o hasta el eje del canal, se habría entendido que la mitad Norte del mismo correspondería a Argentina y la mitad Sur a Chile. Pero habría que torcer los términos claros del acuerdo para llegar a esta conclusión.

Esta interpretación fue llevada por Chile en la consulta al Tribunal Arbitral que dictó luego el Laudo Arbitral de 1977, pero solo como petitorio alternativo, en el punto segundo al final de las audiencias orales del 14 de octubre de 1976. En su falló la corte arbitral señaló que toda atribución de un territorio debe ipso facto traer aparejado sus aguas anexas, por lo tanto consideró inaceptable la tesis chilena. Seguidamente demarcó la traza del límite binacional sobre el canal de Beagle, otorgándole a la Argentina las aguas, islas, e islotes ubicados al norte de dicha línea, entre ellas a la bahía Almirante Brown. Si bien posteriormente la Argentina declararía insanablemente nula a la decisión arbitral, en las negociaciones binacionales de los años posteriores al fallo el resultado del laudo en este sector fue respetado. El conflicto se solucionó finalmente con la firma del Tratado de 1984, en donde ambos gobiernos, bajo un proceso de mediación del papa Juan Pablo II, en el sector del canal Beagle reconocieron como frontera la trazada por el Laudo Arbitral (aunque sin nombrarlo explícitamente en el tratado), lo cual refrendó definitivamente la soberanía argentina sobre la bahía Almirante Brown.

## Infraestructura y acceso
Su ribera septentrional (es decir la de la isla Grande de Tierra del Fuego), es fácilmente accesible, mediante cualquier tipo de automóviles y durante todo el año, mediante el recorrido de un camino provincial, en parte enripiado, que desde la Ruta Nacional 3 se desvía hacia el sur en el paraje “Rancho Hambre” con el nombre de ruta provincial Nº 33 -ex Complementaria “J”-, y alcanza el saco más septentrional de la bahía Almirante Brown. Allí, dada su menor circulación oceanográfica, se encuentra un centro de cultivo de moluscos, siendo el único lugar del Beagle en donde se realizan cultivos de mejillones mediante cuerdas suspendidas.
Desde ese punto se abren dos posibilidades; en la primera de ellas la misma carretera prosigue hacia el este contorneando las costas del Beagle como una ruta costera bajo el mismo nombre, arribando finalmente en el kilómetro 90 hasta el destacamento argentino Prefectura “Cabo Segundo Jorge Eduardo López” (exMoat), unidad que se encuentra en la punta Moat, frente a las aguas del paso Moat. La otra posibilidad es desde que la ruta 33 toca a la bahía, torcer el rumbo hacia el poniente tomando la ruta provincial Nº 30 –ex complementaria “k”-, para bordear las mismas aguas de la bahía A. Brown hasta alcanzar la localidad de pescadores denominada Puerto Almanza (justo en frente a la localidad chilena de Puerto Williams). El estado argentino posee en la zona de Almanza destacamentos de la Armada Argentina y de la Prefectura Naval. Sus dotaciones, sumadas a los acuicultores y pescadores suman un total de unas 30 personas. Además de los cultivos de moluscos y una hostería cerrada, sobre las márgenes del río Almanza se desarrollaba el criadero de truchas arco iris “Salmonera Almanza”, el cual cerró; y junto a pequeños chorrillos se encuentra activo el centro turístico- productivo de criadero de truchas arco iris “La Mata Negra”. 
Se puede continuar por el mismo camino con rumbo oeste hasta llegar a la Estancia Remolino. En toda la ruta 30 los bosques y costas que lo limitan son adecuados para el avistamiento de aves, destacando las especies marinas. En el trayecto se pueden contemplar distintas vistas del canal Beagle, y de la chilena isla Navarino.